# Анна Сон
Анна Сон (Лукаш) (народилася 31 грудня 1962 в Одесі — померла 1 серпня 2019 в Одесі) — українська російськомовна поетеса.

## Життєпис
Закінчила біологічний факультет Одеського університету.
Працювала в журналі «Порти України».
В останні роки вела самотній спосіб життя.
Помела раптово, похована в Одесі.

## Родина
Син — Михайло Сон.

## Творчість
Її становлення було пов´язане з літературною студією «Круг», якою керував Юрій Михайлик, який високо цінував творчість Анни.
Анна була небагатослівна і дуже вимоглива до своїх текстів.
Друкувалася в антологіях «Вільне місто» (рос. «Вольный город»), «Звільнений Улісс» (рос. «Освобождённый Улисс»), журналах «Одеса» (рос. «Одесса»), «Колегіум» (рос. «Коллегиум»), «Стільник» (рос. «Соты»), альманасі «Юріїв день» (рос. «Юрьев день»).
Автор збірки поезій «Земля — Земля — Повітря» (рос. «Земля — Земля — Воздух»), Одеса, 1998.